# Remoray-Boujeons
Remoray-Boujeons è un comune francese di 352 abitanti situato nel dipartimento del Doubs nella regione della Borgogna-Franca Contea.

## Società

### Evoluzione demografica
Abitanti censiti